# Караван-сарай Бадриддин
Караван-сарай Бадриддин — памятник культурного наследия, расположенный в историческом центре Бухары (Узбекистан). Включен в национальный перечень объектов недвижимого имущества материального и культурного наследия Узбекистана — находящихся под охраной государства.
До Бухарской революции 1920 года в нём занимались оптовой торговлей чаем и мануфактурой. Состоял из 40 келий. В 2016 году по неосмотрительности был снесён второй этаж. В настоящее время там работает ресторан Бадриддин.